# Jay Ellis
Wendell Ramone „Jay” Ellis Jr. (Sumter, 1981. december 27. –) amerikai színész.
2013-ban első jelentősebb szerepét a BET The Game című sorozatában kapta. Az HBO Bizonytalan (2016–2021) című sorozatában Martin „Lawrence” Walker szerepében nyújtott alakításáért elnyerte a NAACP Image Awardot. Később a Végtelen útvesztő (2019), valamint a Top Gun: Maverick (2022) című filmekben tűnt fel.

## Fiatalkora
Édesapja, Wendell Ramone Ellis Sr. a légierőnél szolgált, míg édesanyja, Paula Bryant-Ellis pénzügyi igazgatóként dolgozott. Ő a család egyetlen gyermeke. 13 év alatt 12 iskolába járt, mielőtt az oregoni Concordia Egyetemre jelentkezett, ahol kosárlabdázott.

## Pályafutása
PR-gyakornokként dolgozott a Portland Trail Blazers csapatánál annak hírhedt „Jail Blazers” korszakában. A gyakornokság befejezése után a modellkedés felé fordult, és olyan Portland-alapú sportruházati cégekkel kezdett együtt dolgozni, mint a Nike, az Adidas és a Columbia Sportswear.
2004-ben Los Angelesbe költözött, hogy színészi karrierjére koncentráljon. 2005-ben indította el hivatásos színészi pályáját, amikor röviden feltűnt a Rejtélyek városa és a Related című sorozatok egy-egy epizódjában. 2011 és 2012 között szerepelt A Grace klinika, az NCIS és az Így jártam anyátokkal című sorozatokban is. Első jelentős színészi szerepét 2013-ban kapta meg, amikor főszerepet játszott a BET csatorna The Game című sorozatában. 2015 augusztusában bejelentették, hogy csatlakozott az HBO vígjátéksorozatához, a Bizonytalanhoz, amelynek premierje 2016 októberében volt. A sorozatban Lawrence Walker szerepét alakítja, aki hosszú távú kapcsolatban él a főszereplő Issa Dee-vel, akit Issa Rae alakít. A sorozatban nyújtott alakításáért Ellis elnyerte a legjobb férfi mellékszereplő vígjátéksorozatban díjat a 49. NAACP Image Awardson. Továbbá szerepelt a Top Gun: Maverick című filmben is, ahol Reuben „Payback” Fitch karakterét formálta meg.
2020-ban házigazdája lett The Untold Story: Policing című négyrészes podcast-sorozatnak, amelyet a Campaign Zero és a Lemonada Media közösen készítettek. A sorozat interjúkon keresztül – akadémikusokkal, adatelemzőkkel és közösségi szervezőkkel – igyekszik érthetővé tenni a rendőrségi szakszervezeti szerződéseket, valamint feltárni, hogy ezek miként járulnak hozzá az erőszakos rendőri visszaélésekhez az Egyesült Államokban. Házigazdaként és vezető producerként is közreműködött a sorozatban, DeRay Mckesson, Stephanie Wittels Wachs és Jessica Cordova Kramer mellett.

## Filantrópia
2017-ben partnerséget kötött a HIV/AIDS kutatásával foglalkozó vezető szervezettel, az amfAR-ral.

## Magánélete
2015 óta él párkapcsolatban Nina Seničar szerb modellel és színésznővel. Lányuk 2019 novemberében született. 2022. július 9-én Olaszországban kötöttek házasságot. A fiuk 2024 júliusában született.

## Filmográfia

### Film
| Év   | Magyar cím                              | Eredeti cím                          | Szerep                         | Magyar hang       |
| ---- | --------------------------------------- | ------------------------------------ | ------------------------------ | ----------------- |
| 2013 | Movie 43: Botrányfilm                   | Movie 43                             | Lucious                        |                   |
| 2015 |                                         | My Favorite Five                     | Jonathan Colburn               |                   |
| 2015 |                                         | November Rule                        | James Avedon                   |                   |
| 2015 | A siker tánca                           | Breaking Through                     | Quinn                          | Pál Tamás         |
| 2016 |                                         | Like Cotton Twines                   | Micha Brown                    |                   |
| 2016 |                                         | Shortwave                            | Robert                         |                   |
| 2018 | Egy nyár, két kapcsolat                 | In a Relationship                    | Dexter                         | Kádár-Szabó Bence |
| 2019 | Végtelen útvesztő                       | Escape Room                          | Jason Walker                   | Horváth Illés     |
| 2021 | Végtelen útvesztő 2. – Bajnokok csatája | Escape Room: Tournament of Champions | Jason Walker (visszaemlékezés) | Horváth Illés     |
| 2022 | Top Gun: Maverick                       | Top Gun: Maverick                    | Reuben „Payback” Fitch hadnagy | Gacsal Ádám       |
| 2023 | Ismerős a múltból                       | Somebody I Used to Know              | Sean                           | Horváth Illés     |
| 2024 |                                         | Freaky Tales                         | Sleepy Floyd                   |                   |
| 2024 |                                         | The Gutter                           | Lil Patience                   |                   |

Rövidfilmek
- Triple Standard (2010) – Lewis
- Hatched: A Tale of Great Egg-spectations (2011) – Jay
- Election Eve (2012) – Jeff
- Mass Shooting News Team (2014)
- The Black Bachelor (2014)
- Twelve Steps (2015) – Ray
- Thirsty (2020) – fiatalember

### Television
| Év        | Magyar cím               | Eredeti cím                   | Szerep                                         | Megjegyzés                                              |
| --------- | ------------------------ | ----------------------------- | ---------------------------------------------- | ------------------------------------------------------- |
| 2005      | Rejtélyek városa         | Invasion                      | katona (stáblistán nem szerepel)               | 1 epizód                                                |
| 2005      |                          | Related                       | főiskolai hallgató                             | 1 epizód                                                |
| 2010      | Gazdagok és szépek       | The Bold and the Beautiful    | Orderly                                        | 1 epizód                                                |
| 2011      | A Grace klinika          | Grey's Anatomy                | D.J.                                           | 1 epizód                                                |
| 2011      | NCIS                     | NCIS                          | Thomas „Tommy” Hill tengerészgyalogos őrvezető | 1 epizód                                                |
| 2011      |                          | Let's Do This!                | Ugandai gengszter / mennyezeti felmosó         | tévéfilm                                                |
| 2012      | Így jártam anyátokkal    | How I Met Your Mother         | hangos fickó                                   | 1 epizód                                                |
| 2012      | Szívek doktora           | Hart of Dixie                 | lakos                                          | 1 epizód                                                |
| 2012      | iCarly                   | iCarly                        | barát                                          | 1 epizód                                                |
| 2012      | Crash és Bernstein       | Crash & Bernstein             | Derek                                          | 1 epizód                                                |
| 2013      |                          | Dear Secret Santa             | Brad                                           | tévéfilm                                                |
| 2013–2015 |                          | The Game                      | Bryce "Blueprint" Westbrook                    | főszereplő (45 epizód)                                  |
| 2013      | NCIS: Los Angeles        | NCIS: Los Angeles             | Randall Baker tengerészeti repülőtiszt         | 1 epizód                                                |
| 2014      |                          | Masters of Sex                | Dr. Cyril Franklin                             | 1 epizód                                                |
| 2016      | Grace és Frankie         | Grace and Frankie             | Dan                                            | 1 epizód                                                |
| 2016–2021 | Bizonytalan              | Insecure                      | Martin "Lawrence" Walker                       | - főszereplő (1–2., 4–5. évad) - vendégszerep (3. évad) |
| 2020      | Mrs. America             | Mrs. America                  | Franklin Thomas                                | - mellékszereplő - magyar hangja: - Pál Tamás           |
| 2023      | Világtörténelem, 2. rész | History of the World, Part II | Jézus Krisztus                                 | mellékszereplő                                          |
| 2025–     | A legértékesebb játékos  | Running Point                 | Jay Brown                                      | - mellékszereplő - magyar hangja: - Magyar Bálint       |
| TBA       |                          | All Her Fault                 | Colin                                          | forgatás alatt                                          |